# 华珊瑚蛇属
华珊瑚蛇属也称帶紋赤蛇屬，有鳞目蛇亚目眼镜蛇科的一属，主要分布于喜马拉雅山东南部到亚洲东部及东南亚北部一线地区。本属是美国学者约瑟夫·布鲁诺·斯洛文斯基等人依据形态和分子数据将丽纹蛇属（Calliophis）中的部分物种分离出来建立的新属。在属名Sinomicrurus中，Sin （拉丁語“中國的”），mikros（希臘語：“小的”），ura（意为“尾巴”），指的是本属物种有尖銳而短小的尾巴。

## 物种
2021年，研究人员结合分子遗传变异、形态测量和比较解剖学资料进行分析，将琉球南部的中华珊瑚蛇（丽纹蛇）琉球（岩崎氏）亚种（S. macclellandi iwasakii）和台湾的台湾亚种（S. m. swinhoei）提升为种级，恢复环纹华珊瑚蛇（Sinomicrurus annularis）的有效性，认为海南华珊瑚蛇（Sinomicrurus houi）是福建华珊瑚蛇（S.kelloggi）的次定同物异名，羽鸟氏华珊瑚蛇（S. hatori）是梭德氏华珊瑚蛇（S. sauteri）的次定同物异名。根据该研究成果，目前本属确定有8种：
- 环纹华珊瑚蛇 Sinomicrurus annularis
- 羽鳥氏帶紋赤蛇 Sinomicrurus hatori (Takahashi, 1930)，为梭德氏华珊瑚蛇（S. sauteri）的次定同物异名。
- Sinomicrurus houi Wang, Peng & Huang, 2018 [6]，为福建华珊瑚蛇（S.kelloggi）的次定同物异名
- 琉球华珊瑚蛇 Sinomicrurus iwasakii
- 日本华珊瑚蛇 Sinomicrurus japonicus (Günther, 1868)
- 福建华珊瑚蛇 Sinomicrurus kelloggi (Pope, 1928)
- 中华珊瑚蛇 Sinomicrurus macclellandi (Reinhardt, 1844)
- Sinomicrurus nigriventer (Mirza & Varma, 2020) Wall, 1908
- 广西华珊瑚蛇 Sinomicrurus peinani Liu, Yan, Hou, Wang, Nguyen, Murphy, Che & Guo, 2020[7]
- 梭德氏华珊瑚蛇 Sinomicrurus sauteri (Steindachner, 1913)
- 斯氏華珊瑚蛇 Sinomicrurus swinhoei (Van Denburgh, 1912)